# Alaquines
Alaquines är en ort i Mexiko.   Den ligger i kommunen Alaquines och delstaten San Luis Potosí, i den centrala delen av landet, 300 km norr om huvudstaden Mexico City. Alaquines ligger 1 284 meter över havet och antalet invånare är 1 149.
Terrängen runt Alaquines är huvudsakligen kuperad, men åt sydväst är den platt. Runt Alaquines är det glesbefolkat, med 20 invånare per kvadratkilometer. Närmaste större samhälle är Cardenas, 14,9 km söder om Alaquines. Trakten runt Alaquines består i huvudsak av gräsmarker.